# Billo Frómeta
Luis María Frómeta Pereira (Santo Domingo, 15 de noviembre de 1915 - Caracas, 5 de mayo de 1988), más conocido como Billo Frómeta, fue un músico, compositor y director de orquesta dominicano naturalizado venezolano. Fue el fundador de la orquesta Billo's Caracas Boys, en 1940.[cita requerida]

## Biografía

### Inicios
Junto a su padres y hermanos, vivió en San Francisco de Macorís, República Dominicana donde inició sus estudios de música, materia de pénsum en la escuela primaria.
Aprendió teoría y solfeo con el profesor Sixto Brea, armonía y composición con el profesor Rafael Pimentel, además de saxofón y clarinete con el profesor Oguis Negrette.[cita requerida]
A los 15 años fue fundador y primer director, con el grado de Capitán, de la Banda del Cuerpo de Bomberos de la capital, circunstancia que le ayudó a ampliar sus conocimientos de música. Posteriormente, fue miembro fundador de la Orquesta Sinfónica de Santo Domingo. En 1933 se traslada a la capital, e imparte clases de guitarra a domicilio, realiza arreglos musicales para pequeños conjuntos. Así conoce al joven Freddy Coronado quien le proporcionó trabajo como saxofonista en la orquesta que acompañaba a los artistas que pasaban por la ciudad. Coronado, estudiante de violín y saxofonista lo animó a formar un grupo que se llamó Conjunto Tropical y que trabajaba en la emisora de radio HIN.[cita requerida]
La reunión de Freddy Coronado, Francisco Damirón, José Ernesto Chapuseaux y Billo Frómeta, dio como resultado la formación de una orquesta de baile denominada Santo Domingo Jazz Band, la cual fue dirigida por Damirón al principio y luego por Billo, cuando el primero se mudó a Puerto Rico. En sus inicios Billo estudió Medicina en la Universidad de Santo Domingo, y, aun así, disponía tiempo para interpretar y tocar en compañía de otros aspirantes en el arte musical. Al comenzar su tercer año de estudios, ingresó en el hospital militar, donde estuvo hasta que fue obligado a usar el uniforme de guardia; a esto se negó, por una probable aversión al régimen militar de entonces, y por ello fue expulsado de la Academia de Medicina.[cita requerida]

### Emigración a Venezuela
Llegó a Venezuela el 31 de diciembre de 1937, para tocar en el Roof Garden, local de baile en Caracas, en el centro de la ciudad. Los hermanos Sabal, empresarios y dueños del local, decidieron cambiar a último momento el nombre de la orquesta, por el de Billo's Happy Boys sin notificar a Billo Frómeta. Al saber el representante diplomático de República Dominicana acreditado en Caracas sobre este cambio de nombre, hubo protestas en República Dominicana porque no era mencionada la capital de aquel país. Este inconveniente, y el hecho de estar República Dominicana bajo la dictadura de Rafael Leónidas Trujillo y la prórroga consecutiva del contrato, obligaron a los integrantes de la orquesta a permanecer en Caracas, con un exiguo sueldo. Sin embargo, ello motivó a la agrupación a permanecer en Venezuela, adquiriendo cada día mayor raigambre en el seno del público.[cita requerida]

### Etapa de la Billo's Caracas Boys
En 1938, aparece en el incipiente cine sonoro venezolano en la película sonora Taboga, donde la orquesta interpreta este tema cantado por Ernesto Negrito Chapuseaux. Igualmente, realiza sus primeras grabaciones a través de un contrato con la discográfica RCA Victor, con producciones en formato de 78 rpm. En esta etapa, entabla amistad con el músico y compositor mexicano Agustín Lara, quien reside durante un tiempo en Caracas. Como Agustín Lara estaba contratado por una editora musical que le impedía producir temas que no fuesen de corte romántico, este debió recurrir al artilugio de firmar sus temas bailables para la Billo's Happy Boys con diversos seudónimos, práctica que continuaría al regresar a suelo mexicano.[cita requerida]
En 1939, Billo Frómeta se vio afectado por el tifus de tal manera que sus médicos consideraron imposible salvarlo. No obstante, logró recuperarse y continuó su trabajo orquestal. En agosto de 1940, Billo reagrupa su orquesta y le cambia el nombre a Billo's Caracas Boys, nombre que aún mantiene y colocado en honor a la ciudad donde residiría hasta el final de sus días. Muchísimos músicos y cantantes pasaron por esta orquesta, destacando entre ellos el cubano Manolo Monterrey y los venezolanos Rafa Galindo, Miguel Briceño (cuñado de Galindo) y Víctor Pérez. Según costumbre de la época, también acompañó a vocalistas solistas, que no formaban parte de su banda como el tenor Alfredo Sadel, el vocalista y director coral Vinicio Adames, el cantante español José María Madrid, el tenor Marco Tulio Maristany y la cantante cubana Candita Vásquez. Mientras grababa para RCA Víctor, Frómeta firmó un pequeño contrato con la filial argentina del sello discográfico transnacional Odeón para la cual produjo dos discos de 78 rpm, entre octubre y noviembre de 1945. Ninguna de esas grabaciones sería reeditada posteriormente por Odeón o EMI.[cita requerida]
En 1946 adquiere en la estación radial Radio Caracas Radio un espacio de una hora de duración para producir su propio programa semanal, denominado A gozar muchachos y animado por Marco Antonio Lacavalerie, conocido por su apodo de Musiú Lacavalerie. La emisora radial poseía equipos de grabación discográfica para respaldo de algunos de sus programas; Billo aprovecha tal circunstancia y edita los discos con su apodo Billo. Los discos eran manufacturados en Estados Unidos y, posteriormente, distribuidos en Venezuela por la empresa Comercial Serfaty. En 1948, abandona RCA Víctor, y continúa la edición de sus discos con sello propio.[cita requerida]
En 1955, la filial venezolana de General Electric, patrocinador principal del espacio radial de Billo Frómeta, acuerda con el músico producir uno de los primeros discos de larga duración grabado en Venezuela, dirigiendo una orquesta conformada con músicos de la Orquesta Sinfónica de Venezuela, que respaldaban a la pianista y compositora María Luisa Escobar y al vocalista Marco Tulio Maristany, con la actuación del conjunto de música llanera del compositor y músico venezolano Vicente Flores. Este disco, titulado Concierto Venezolano, no fue editado comercialmente pues la empresa lo ofreció como regalo de Navidad a sus empleados, y fue el primer trabajo de Billo en este formato. Ese año, se convierte en uno de los fundadores de la Sociedad de Autores y Compositores de Venezuela, junto a Luis Alfonzo Larrain y Manolo Monterrey. En 1956, enfrenta una demanda respecto a su primer matrimonio contraído con la venezolana Mercedes Olimpia Senior, no disuelto formalmente, y es condenado a pasar cien días en prisión hasta febrero de 1957.

### Carrera posterior y desaparición de su orquesta
Al desaparecer su orquesta, en 1956 fue contratado como asesor musical de la desaparecida empresa discográfica venezolana Industria Nacional del sonido Venevox propiedad del empresario Carlos Birdermann y hace grabaciones en estudios radiales de Cuba dirigiendo la orquesta cubana de los Hermanos Castro, presentada en los discos como su propia orquesta y haciendo producciones para otros artistas. En esa breve época son varias las grabaciones que se editan en Venezuela tanto para el sello citado, como para otra empresa, también desaparecida llamada Sonus, en las cuales cantaron el cantante venezolano Víctor Piñero, el dominicano Alberto Beltrán y los cubanos Pío Leyva y Carlos Díaz, entre otros artistas. También en esa misma etapa, realiza una de sus escasas producciones en suelo estadounidense: el LP titulado Tres Viejos Amigos en el cual comparte créditos con el pianista Francisco Simó Damirón y su primer cantante, Ernesto «Negrito» Chapuseaux, respaldados por una orquesta formada a tal fin. La grabación se realizó en los estudios de la empresa Beltone Recording Corporation, el 13 de julio de 1959.
Al salir de la cárcel en 1957 empieza para el músico una serie de tropiezos serios para su trayectoria, puesto que pierde el apoyo de los patrocinantes de su programa A Gozar, Muchachos, lo cual marca la disolución de su orquesta y el final de su contrato radial. Es posible que en esto haya influido la serie de ataques y críticas negativas que comenzó a recibir, quizá desatados por la envidia ante los éxitos que cosechaba, teniendo que enfrentar demandas y hasta un veto en 1958 por parte de la Asociación Musical del Distrito Federal y Estado Miranda, que le prohibió actuar de por vida en Venezuela por haber sido contratado por funcionarios o simpatizantes del régimen del general Marcos Pérez Jiménez. Durante 1958, ya sin su banda, traba amistad con el joven empresario y administrador, Renato Capriles, quien le solicita arreglos y canciones para el primer álbum de su orquesta Los Melódicos. Billo Frómeta entonces compone tres temas y arregla cerca de veinticuatro para la nueva orquesta. Desde entonces, Capriles se hace amigo y, en no pocas ocasiones, rival artístico de Frómeta.

### Reagrupación de la orquesta
En mayo de 1960 regresa Billo a Caracas y le es levantado el veto que sobre él pesaba por parte de la Asociación Musical, que en su mayoría vio como injusta y personal la medida en contra del músico. Inmediatamente, comienza a reunificar su orquesta y a buscar nuevos cantantes en la ciudad de Maracaibo. Allí contrata a Rafael "Cheo" García y Felipe Pirela. Luego compone nuevos temas y hace varias grabaciones. La empresa Discos Gramcko se interesa en su trabajo y le contrata. Así sale al mercado disquero su primer LP con su nueva formación titulado Paula, en honor a la joven presentadora de televisión y modelo italiana Paula Bellini. Mientras se promociona este trabajo, otra disquera denominada Discomoda le ofrece mejores condiciones y le hace firmar un nuevo contrato. Billo le ofrece a esta empresa, las canciones que quedaron fuera de la edición del álbum anterior. Con esta disquera permanece un espacio de tres años, para luego iniciar su propia empresa disquera.[cita requerida]

### Billo como empresario discográfico
En 1963, al renunciar a su contrato discográfico, decide iniciarse como empresario del ramo, con su sello Fonograma. Durante la etapa con esta disquera, se destacan como vocalistas en la orquesta, además de los ya mencionados, Guillermo «Memo» Morales, José Luis Rodríguez «El Puma», Rafael Araque, Humberto Zárraga y Nelson Henríquez. Esta etapa puede considerarse como una de las más productivas y exitosas de Frómeta y su orquesta, aunque ya no tuviese el apoyo de algún programa radial en vivo. No solo produce los álbumes de su propia orquesta sino que ofrece oportunidad de grabar en su sello a artistas nuevos como la soprano Rosalinda García y el intérprete de rock Trino Mora, además de agrupaciones bailables e instrumentales. Sin embargo, debido a que uno de sus socios, presuntamente comete una estafa en contra del músico, Frómeta decide a inicios de 1968 el cierre de operaciones de su empresa. Desde entonces, el catálogo de Fonograma fue editado parcialmente por diversas empresas, hasta que Frómeta vendió este a uno de sus yernos, con lo cual se estableció el Sello Sonograma el cual posee, en la actualidad, el catálogo de Fonograma, habiendo sido reeditadas en formato CD algunas grabaciones de gran éxito comercial, entre estas, las que fueron las realizadas por la propia orquesta. Al cerrar las operaciones de Fonograma, Billo Frómeta logra ser contratado por la empresa La Discoteca, C.A. No volvió a incursionar como empresario discográfico.[cita requerida]

### Etapa Final

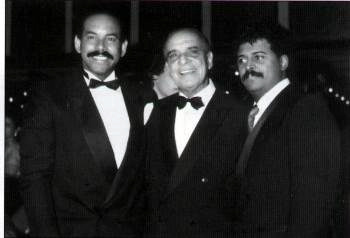
Billo Frometa (centro), junto a Oscar D' León (izquierda) y Wilfrido Vargas (derecha).

En una presentación ocurrida en 1987 en Santa Cruz de Tenerife su orquesta fue reconocida por la editora del Libro Guinness de Récords, por haber presentado el concierto más grande al aire libre para aquel entonces: a ese mismo concierto en la Plaza de España de Santa Cruz acudieron 250.000 personas, bailando la misma canción, junto a la cantante Celia Cruz, la cual fue su única actuación con la orquesta.[cita requerida]
El 28 de abril de 1988 estaba programado que dirigiera la Orquesta Sinfónica de Venezuela en el complejo cultural Teatro Teresa Carreño, en el marco del homenaje que por sus 50 años de vida artística en Venezuela le brindaría la Gobernación de Caracas, ciudad a la que tantas composiciones dedicó. Como invitados especiales, se presentarían en el escenario cantando algunos de sus temas sus mejores amigos y artistas que le acompañaron durante su trayectoria musical e integrantes actuales y anteriores de su orquesta como Ely Méndez, Gustavo Farrera, Raúl Mora, Osvaldo Delgado, Ender Carruyo y Renzo Lares, entre otros.[cita requerida]
El 27 de abril, al finalizar un ensayo en el Teatro Teresa Carreño con el tema Un Cubano en Caracas, los músicos de la orquesta, puestos de pie, le ovacionaron largamente. Al parecer, la emoción impactó en exceso en el ánimo de Frómeta quien se desplomó al instante, probablemente víctima de una hemorragia cerebral. Entró en estado de coma y, sin recuperar la consciencia, falleció el 5 de mayo de 1988. Una versión diferente de ésta, sostiene que, durante dicho ensayo, las cosas no salían como deseaba Frómeta y la música sonaba mal lo que le causó disgustos y empezó a sentirse mal, cayendo al piso en medio de violentas convulsiones. Esto pudo haber sido producto de la agitada labor del músico, la práctica del tabaquismo desde la adolescencia, mala alimentación y trasnochos durante varios años.[cita requerida]
El día del sepelio de Frómeta, sus restos fueron velados solemnemente en el Concejo Municipal de Caracas. A las 10:00 a. m. fue montado el féretro en un carro de bomberos para rendirle homenaje y tras él, en una muy lenta procesión de más de 20 km, miles de caraqueños lo siguieron hasta el Cementerio del Este para darle un último adiós.[cita requerida]

## Legado
Con la muerte de Billo Frómeta se cerró una página importante en la historia musical venezolana, por cuanto su orquesta animó el espíritu nacional y le enseñó a querer no solo a la música nativa, sino también otros ritmos como la cumbia, el bolero y el merengue originario de su país.[cita requerida]
Algunos críticos consideran que Frómeta fue músico de nacimiento, intuitivo en el sentido de que aún descartando sus muchos años de aprendizaje teórico y la constante práctica y ensayo, llevaba el sentido melódico y rítmico, además era observador de la idiosincrasia popular, la que siempre supo captar en sus diversas composiciones dedicadas a Venezuela y, sobre todo, a la ciudad de Caracas, donde residió hasta el final de su vida.[cita requerida]